# Campeonato Mundial Júnior de Patinação Artística no Gelo de 1980
O Campeonato Mundial Júnior de Patinação Artística no Gelo de 1980 foi a quinta edição do Campeonato Mundial Júnior de Patinação Artística no Gelo, um evento anual de patinação artística no gelo organizado pela União Internacional de Patinação (em inglês:  International Skating Union) onde os patinadores artísticos competem pelo título de campeão mundial júnior. A competição foi disputada entre os dias 15 de janeiro e 20 de janeiro, na cidade de Megève, França.

## Eventos
- Individual masculino
- Individual feminino
- Duplas
- Dança no gelo

## Medalhistas
| Evento                        | Ouro                                               | Prata                                                | Bronze                                         |
| Individual masculino detalhes | Alexander Fadeev · União Soviética                 | Vitali Egorov · União Soviética                      | Falko Kirsten · Alemanha Oriental              |
| Individual feminino detalhes  | Rosalynn Sumners · Estados Unidos                  | Kay Thomson · Canadá                                 | Carola Paul · Alemanha Oriental                |
| Duplas detalhes               | Larisa Selezneva · Oleg Makarov · União Soviética  | Marina Nikitiuk · Rashid Kadyrkaev · União Soviética | Kathia Dubec · Xavier Douillard · França       |
| Dança no gelo detalhes        | Elena Batanova · Alexei Soloviev · União Soviética | Judit Péterfy · Csaba Bálint · Hungria               | Renée Roca · Andrew Ouellette · Estados Unidos |

## Resultados

### Individual masculino
| Pos.              | Nome             | Nacionalidade     |
| ----------------- | ---------------- | ----------------- |
| Medalha de ouro   | Alexander Fadeev | União Soviética   |
| Medalha de prata  | Vitali Egorov    | União Soviética   |
| Medalha de bronze | Falko Kirsten    | Alemanha Oriental |
| ...               |                  |                   |

### Individual feminino
| Pos.              | Nome             | Nacionalidade     |
| ----------------- | ---------------- | ----------------- |
| Medalha de ouro   | Rosalynn Sumners | Estados Unidos    |
| Medalha de prata  | Kay Thomson      | Canadá            |
| Medalha de bronze | Carola Paul      | Alemanha Oriental |
| ...               |                  |                   |
| 6                 | Neil Paterson    | Canadá            |
| ...               |                  |                   |

### Duplas
| Pos.              | Nome                               | Nacionalidade   |
| ----------------- | ---------------------------------- | --------------- |
| Medalha de ouro   | Larisa Selezneva / Oleg Makarov    | União Soviética |
| Medalha de prata  | Marina Nikitiuk / Rashid Kadyrkaev | União Soviética |
| Medalha de bronze | Kathia Dubec / Xavier Douillard    | França          |
| ...               |                                    |                 |

### Dança no gelo
| Pos.              | Nome                             | Nacionalidade   |
| ----------------- | -------------------------------- | --------------- |
| Medalha de ouro   | Elena Batanova / Alexei Soloviev | União Soviética |
| Medalha de prata  | Judit Péterfy / Csaba Bálint     | Hungria         |
| Medalha de bronze | Renée Roca / Andrew Ouellette    | Estados Unidos  |
| 4                 |                                  |                 |
| 5                 | Karen Taylor / Robert Burk       | Canadá          |
| ...               |                                  |                 |

## Quadro de medalhas
| Ordem | País              | Medalha de ouro | Medalha de prata | Medalha de bronze |    | Ordem por total |
| ----- | ----------------- | --------------- | ---------------- | ----------------- | -- | --------------- |
| 1     | União Soviética   | 3               | 2                |                   | 5  | 1               |
| 2     | Estados Unidos    | 1               |                  | 1                 | 2  | 2               |
| 3     | Canadá            |                 | 1                |                   | 1  | 4               |
| 3     | Hungria           |                 | 1                |                   | 1  | 4               |
| 5     | Alemanha Oriental |                 |                  | 2                 | 2  | 2               |
| 6     | França            |                 |                  | 1                 | 1  | 4               |
| TOTAL | TOTAL             | 4               | 4                | 4                 | 12 | —               |